# Isis Amareillle Sonkeng
Isis Amareillle Sonkeng (* 20. September 1989 in Yaoundé) ist eine kamerunische Fußballspielerin.

## Karriere

### Verein
Sonkeng startete ihre Profikarriere 2008 mit Canon de Yaoundé und wechselte im Sommer 2010 zum Lokalrivalen Louves Minproff. Im Herbst 2012 schloss sie sich den Bayelsa Queens an, wo sie mit ihren Nationalmannschaftskolleginnen Perial Ndengue, Carine Mbuh Ndoum Yoh und Jacqueline Ada spielt.

## Nationalmannschaft
2008 nahm sie erstmals am Coupe d’Afrique des nations féminine de football teil. 2010 nahm sie an ihrem zweiten Turnier und 2012 bei ihrem dritten CAN teil. Sonkeng stand auch im vorläufigen Kader für die Olympischen Sommerspiele 2012, schaffte es allerdings nicht in den endgültigen Turnierkader.